# Bahnstrecke Treuenbrietzen–Neustadt (Dosse)
| |                                                                                              |                                        |                                        |
| Streckennummer (DB): | 6542 (Treuenbrietzen–Brandenb.) 6889 (Brandenb. Süd–B. Altstadt) 6512 (Brandenburg–Neustadt) |                                        |                                        |
| Kursbuchstrecke (DB): | 209.51                                                                                       |                                        |                                        |
| Kursbuchstrecke: | 106c (1934) 108 (1946)                                                                       |                                        |                                        |
| Streckenlänge: | 125,6 km                                                                                     |                                        |                                        |
| Spurweite: | 1435 mm (Normalspur)                                                                         |                                        |                                        |
| Streckenklasse: | CM4 (Brandenburg Hbf – Rathenow)                                                             |                                        |                                        |
| |                                                                                              |                                        |                                        |
| \| \| \| von Wittenberge \| \| \| \| \| von Pritzwalk \| \| \| \| 125,6 \| Neustadt (Dosse) \| Neustadt (Dosse) \| \| \| \| nach Neuruppin \| \| \| \| \| nach Berlin \| \| \| \| 122,0 \| Abzw Köritz \| Abzw Köritz \| \| \| 120,5 \| Hohenofen \| Hohenofen \| \| \| \| Dosse \| \| \| \| 118,7 \| Sieversdorf (Neustadt/D) \| Sieversdorf (Neustadt/D) \| \| \| 114,5 \| Großderschau \| Großderschau \| \| \| \| Dosse \| \| \| \| \| Bültgraben (Rhin) \| \| \| \| \| Rhin \| \| \| \| 110,1 \| Rhinow \| Rhinow \| \| \| 103,9 \| Spaatz \| Spaatz \| \| \| 100,1 \| Hohennauen \| Hohennauen \| \| \| \| Hohennauener Wasserstraße \| \| \| \| 98,0 \| Albertsheim \| Albertsheim \| \| \| \| Strategische Bahn von Großwudicke \| \| \| \| 93,6 \| Rathenow Nord \| Rathenow Nord \| \| \| \| Gleisenende \| \| \| \| \| Strategische Kurve nach Nennhausen \| \| \| \| \| Kreisbahn Rathenow-Senzke-Nauen \| \| \| \| \| Schnellfahrstrecke Hannover–Berlin \| \| \| \| \| Lehrte–Berlin \| \| \| \| \| von Berlin \| \| \| \| 90,3 \| Rathenow \| Rathenow \| \| \| \| nach Stendal \| \| \| \| 89,2 \| Rathenow Süd \| Rathenow Süd \| \| \| 86,1 \| Heidefeld \| Heidefeld \| \| \| 85,0 \| Mögelin \| Mögelin \| \| \| 81,9 \| Premnitz Nord (früher Premnitz) \| Premnitz Nord (früher Premnitz) \| \| \| \| Industriebahn Premnitz \| \| \| \| 80,9 \| Premnitz Zentrum (früher Premnitz Süd) \| Premnitz Zentrum (früher Premnitz Süd) \| \| \| \| Industriebahn Premnitz \| \| \| \| 79,1 \| Döberitz (zeitweise Döberitz Nord) \| Döberitz (zeitweise Döberitz Nord) \| \| \| 77,5 \| Döberitz (früher (Döberitz-)Gapel) \| Döberitz (früher (Döberitz-)Gapel) \| \| \| 72,2 \| Pritzerbe \| Pritzerbe \| \| \| \| Pritzerber See \| \| \| \| 70,5 \| Fohrde \| Fohrde \| \| \| 67,3 \| Bohnenland (1938–1995) \| Bohnenland (1938–1995) \| \| \| 66,1 \| Bohnenland (1906–1934) \| Bohnenland (1906–1934) \| \| \| 63,4 \| Görden \| Görden \| \| \| \| Silokanal \| \| \| \| \| von Roskow \| \| \| \| \| Bundesstraße 1 \| \| \| \| 60,6 \| Brandenburg-Altstadt \| Brandenburg-Altstadt \| \| \| \| Havel \| \| \| \| \| \| \| \| \| \| von Magdeburg \| \| \| \| 56,6 \| Brandenburg Hbf \| Brandenburg Hbf \| \| \| \| nach Potsdam \| \| \| \| 54,0 \| Brandenburg Süd \| Brandenburg Süd \| \| \| \| Plane \| \| \| \| 52,0 \| Göttin \| Göttin \| \| \| \| Plane \| \| \| \| \| Bundesautobahn 2 \| \| \| \| 48,5 \| Reckahn \| Reckahn \| \| \| 46,5 \| Krahne \| Krahne \| \| \| 42,0 \| Golzow Nord \| Golzow Nord \| \| \| \| Plane \| \| \| \| 40,0 \| Golzow (b Brandenburg) \| Golzow (b Brandenburg) \| \| \| 35,3 \| Dippmannsdorf \| Dippmannsdorf \| \| \| 31,7 \| Lütte \| Lütte \| \| \| \| Temnitz \| \| \| \| 29,4 \| Fredersdorf (b Belzig) \| Fredersdorf (b Belzig) \| \| \| \| von Dessau \| \| \| \| 21,6 \| Bad Belzig (bis 2011 Belzig) \| Bad Belzig (bis 2011 Belzig) \| \| \| \| nach Berlin \| \| \| \| 24,0 \| Abzw Preußnitz B 2 \| Kilometer über Bad Belzig \| \| \| 19,0 \| Abzw Preußnitz B 1 \| Abzw Preußnitz B 1 \| \| \| 15,1 \| Dahnsdorf (b Belzig) \| Dahnsdorf (b Belzig) \| \| \| \| Bundesautobahn 9 \| \| \| \| 11,5 \| Gleisenende \| Gleisenende \| \| \| \| B 102 \| \| \| \| 11,8 \| Niemegk \| Niemegk \| \| \| 6,6 \| Haseloff-Niederwerbig \| Haseloff-Niederwerbig \| \| \| \| von Beelitz \| \| \| \| 0,0 \| Treuenbrietzen \| Treuenbrietzen \| \| \| \| nach Jüterbog \| \| |                                                                                              |                                        |                                        |
| Strecke |                                                                                              | von Wittenberge                        | von Wittenberge                        |
| Abzweig geradeaus und von links |                                                                                              | von Pritzwalk                          | von Pritzwalk                          |
| Bahnhof | 125,6                                                                                        | Neustadt (Dosse)                       | Neustadt (Dosse)                       |
| Strecke von links · Abzweig ehemals geradeaus, nach links und nach rechts · Abzweig quer und ehemals von links |                                                                                              | nach Neuruppin                         | nach Neuruppin                         |
| Strecke nach links · Kreuzung geradeaus oben (Strecke geradeaus außer Betrieb) · Kreuzung geradeaus unten (Strecke geradeaus außer Betrieb) |                                                                                              | nach Berlin                            | nach Berlin                            |
| Abzweig geradeaus und von links (Strecke außer Betrieb) · Strecke nach rechts (außer Betrieb) | 122,0                                                                                        | Abzw Köritz                            | Abzw Köritz                            |
| Haltepunkt / Haltestelle (Strecke außer Betrieb) | 120,5                                                                                        | Hohenofen                              | Hohenofen                              |
| Brücke über Wasserlauf (Strecke außer Betrieb) |                                                                                              | Dosse                                  | Dosse                                  |
| Bahnhof (Strecke außer Betrieb) | 118,7                                                                                        | Sieversdorf (Neustadt/D)               | Sieversdorf (Neustadt/D)               |
| Haltepunkt / Haltestelle (Strecke außer Betrieb) | 114,5                                                                                        | Großderschau                           | Großderschau                           |
| Brücke über Wasserlauf (Strecke außer Betrieb) |                                                                                              | Dosse                                  | Dosse                                  |
| Brücke über Wasserlauf (Strecke außer Betrieb) |                                                                                              | Bültgraben (Rhin)                      | Bültgraben (Rhin)                      |
| Brücke über Wasserlauf (Strecke außer Betrieb) |                                                                                              | Rhin                                   | Rhin                                   |
| Bahnhof (Strecke außer Betrieb) | 110,1                                                                                        | Rhinow                                 | Rhinow                                 |
| Haltepunkt / Haltestelle (Strecke außer Betrieb) | 103,9                                                                                        | Spaatz                                 | Spaatz                                 |
| Haltepunkt / Haltestelle (Strecke außer Betrieb) | 100,1                                                                                        | Hohennauen                             | Hohennauen                             |
| Brücke über Wasserlauf (Strecke außer Betrieb) |                                                                                              | Hohennauener Wasserstraße              | Hohennauener Wasserstraße              |
| Haltepunkt / Haltestelle (Strecke außer Betrieb) | 98,0                                                                                         | Albertsheim                            | Albertsheim                            |
| Abzweig geradeaus und von rechts (Strecke außer Betrieb) |                                                                                              | Strategische Bahn von Großwudicke      | Strategische Bahn von Großwudicke      |
| Bahnhof (Strecke außer Betrieb) | 93,6                                                                                         | Rathenow Nord                          | Rathenow Nord                          |
| |                                                                                              | Gleisenende                            |                                        |
| Abzweig geradeaus und nach links (Strecke außer Betrieb) |                                                                                              | Strategische Kurve nach Nennhausen     | Strategische Kurve nach Nennhausen     |
| Kreuzung geradeaus oben (Strecken außer Betrieb) |                                                                                              | Kreisbahn Rathenow-Senzke-Nauen        | Kreisbahn Rathenow-Senzke-Nauen        |
| Kreuzung geradeaus oben (Strecke geradeaus außer Betrieb) |                                                                                              | Schnellfahrstrecke Hannover–Berlin     | Schnellfahrstrecke Hannover–Berlin     |
| Kreuzung geradeaus oben (Strecke geradeaus außer Betrieb) |                                                                                              | Lehrte–Berlin                          | Lehrte–Berlin                          |
| Abzweig ehemals geradeaus und von rechts |                                                                                              | von Berlin                             | von Berlin                             |
| Bahnhof | 90,3                                                                                         | Rathenow                               | Rathenow                               |
| Abzweig geradeaus und nach rechts |                                                                                              | nach Stendal                           | nach Stendal                           |
| ehemaliger Haltepunkt / Haltestelle | 89,2                                                                                         | Rathenow Süd                           | Rathenow Süd                           |
| ehemaliger Haltepunkt / Haltestelle | 86,1                                                                                         | Heidefeld                              | Heidefeld                              |
| Haltepunkt / Haltestelle | 85,0                                                                                         | Mögelin                                | Mögelin                                |
| Bahnhof | 81,9                                                                                         | Premnitz Nord (früher Premnitz)        | Premnitz Nord (früher Premnitz)        |
| Abzweig geradeaus und nach links |                                                                                              | Industriebahn Premnitz                 | Industriebahn Premnitz                 |
| Haltepunkt / Haltestelle | 80,9                                                                                         | Premnitz Zentrum (früher Premnitz Süd) | Premnitz Zentrum (früher Premnitz Süd) |
| Abzweig geradeaus und ehemals von links |                                                                                              | Industriebahn Premnitz                 | Industriebahn Premnitz                 |
| Haltepunkt / Haltestelle | 79,1                                                                                         | Döberitz (zeitweise Döberitz Nord)     | Döberitz (zeitweise Döberitz Nord)     |
| ehemaliger Bahnhof | 77,5                                                                                         | Döberitz (früher (Döberitz-)Gapel)     | Döberitz (früher (Döberitz-)Gapel)     |
| Bahnhof | 72,2                                                                                         | Pritzerbe                              | Pritzerbe                              |
| Brücke über Wasserlauf |                                                                                              | Pritzerber See                         | Pritzerber See                         |
| Haltepunkt / Haltestelle | 70,5                                                                                         | Fohrde                                 | Fohrde                                 |
| ehemaliger Bahnhof | 67,3                                                                                         | Bohnenland (1938–1995)                 | Bohnenland (1938–1995)                 |
| ehemaliger Haltepunkt / Haltestelle | 66,1                                                                                         | Bohnenland (1906–1934)                 | Bohnenland (1906–1934)                 |
| Haltepunkt / Haltestelle | 63,4                                                                                         | Görden                                 | Görden                                 |
| Brücke über Wasserlauf |                                                                                              | Silokanal                              | Silokanal                              |
| Abzweig geradeaus und von links |                                                                                              | von Roskow                             | von Roskow                             |
| Strecke mit Straßenbrücke |                                                                                              | Bundesstraße 1                         | Bundesstraße 1                         |
| Bahnhof | 60,6                                                                                         | Brandenburg-Altstadt                   | Brandenburg-Altstadt                   |
| Brücke über Wasserlauf |                                                                                              | Havel                                  | Havel                                  |
| Strecke von links · Abzweig ehemals geradeaus, nach rechts und ehemals von links · Strecke von rechts (außer Betrieb) |                                                                                              |                                        |                                        |
| Abzweig quer und nach links · Kreuzung geradeaus oben (Strecke geradeaus außer Betrieb) · Abzweig ehemals geradeaus und von rechts |                                                                                              | von Magdeburg                          | von Magdeburg                          |
| Strecke (außer Betrieb) · Bahnhof | 56,6                                                                                         | Brandenburg Hbf                        | Brandenburg Hbf                        |
| Strecke (außer Betrieb) · Strecke nach links |                                                                                              | nach Potsdam                           | nach Potsdam                           |
| Blockstelle (Strecke außer Betrieb) | 54,0                                                                                         | Brandenburg Süd                        | Brandenburg Süd                        |
| Brücke über Wasserlauf (Strecke außer Betrieb) |                                                                                              | Plane                                  | Plane                                  |
| Haltepunkt / Haltestelle (Strecke außer Betrieb) | 52,0                                                                                         | Göttin                                 | Göttin                                 |
| Brücke über Wasserlauf (Strecke außer Betrieb) |                                                                                              | Plane                                  | Plane                                  |
| Strecke mit Straßenbrücke (Strecke außer Betrieb) |                                                                                              | Bundesautobahn 2                       | Bundesautobahn 2                       |
| Bahnhof (Strecke außer Betrieb) | 48,5                                                                                         | Reckahn                                | Reckahn                                |
| Bahnhof (Strecke außer Betrieb) | 46,5                                                                                         | Krahne                                 | Krahne                                 |
| Haltepunkt / Haltestelle (Strecke außer Betrieb) | 42,0                                                                                         | Golzow Nord                            | Golzow Nord                            |
| Brücke über Wasserlauf (Strecke außer Betrieb) |                                                                                              | Plane                                  | Plane                                  |
| Bahnhof (Strecke außer Betrieb) | 40,0                                                                                         | Golzow (b Brandenburg)                 | Golzow (b Brandenburg)                 |
| Bahnhof (Strecke außer Betrieb) | 35,3                                                                                         | Dippmannsdorf                          | Dippmannsdorf                          |
| Bahnhof (Strecke außer Betrieb) | 31,7                                                                                         | Lütte                                  | Lütte                                  |
| Brücke über Wasserlauf (Strecke außer Betrieb) |                                                                                              | Temnitz                                | Temnitz                                |
| Haltepunkt / Haltestelle (Strecke außer Betrieb) | 29,4                                                                                         | Fredersdorf (b Belzig)                 | Fredersdorf (b Belzig)                 |
| Strecke von rechts · Strecke (außer Betrieb) |                                                                                              | von Dessau                             | von Dessau                             |
| Bahnhof · Strecke (außer Betrieb) | 21,6                                                                                         | Bad Belzig (bis 2011 Belzig)           | Bad Belzig (bis 2011 Belzig)           |
| Abzweig geradeaus und nach links · Kreuzung geradeaus unten (Strecke geradeaus außer Betrieb) |                                                                                              | nach Berlin                            | nach Berlin                            |
| Abzweig geradeaus und ehemals nach links · Abzweig geradeaus und nach rechts (Strecke außer Betrieb) | 24,0                                                                                         | Abzw Preußnitz B 2                     | Kilometer über Bad Belzig              |
| Strecke nach links · Abzweig ehemals geradeaus und von rechts | 19,0                                                                                         | Abzw Preußnitz B 1                     | Abzw Preußnitz B 1                     |
| ehemaliger Haltepunkt / Haltestelle | 15,1                                                                                         | Dahnsdorf (b Belzig)                   | Dahnsdorf (b Belzig)                   |
| Strecke mit Straßenbrücke |                                                                                              | Bundesautobahn 9                       | Bundesautobahn 9                       |
| | 11,5                                                                                         | Gleisenende                            | Gleisenende                            |
| Bahnübergang (Strecke außer Betrieb) |                                                                                              | B 102                                  | B 102                                  |
| Bahnhof (Strecke außer Betrieb) | 11,8                                                                                         | Niemegk                                | Niemegk                                |
| Haltepunkt / Haltestelle (Strecke außer Betrieb) | 6,6                                                                                          | Haseloff-Niederwerbig                  | Haseloff-Niederwerbig                  |
| Abzweig ehemals geradeaus und von links |                                                                                              | von Beelitz                            | von Beelitz                            |
| Bahnhof | 0,0                                                                                          | Treuenbrietzen                         | Treuenbrietzen                         |
| Strecke |                                                                                              | nach Jüterbog                          | nach Jüterbog                          |

Die Bahnstrecke Treuenbrietzen–Neustadt (Dosse) ist eine Nebenbahn in Brandenburg, die ursprünglich durch die private Brandenburgische Städtebahn AG erbaut und betrieben wurde. Der Name Brandenburgische Städtebahn wird häufig auch für die Strecke selbst benutzt. Die heute nur noch auf kurzen Teilabschnitten betriebene Strecke führt von Treuenbrietzen über Belzig und Brandenburg nach Neustadt (Dosse).
Die eingleisige Nebenbahn hat eine Gesamtlänge von 125,6 Kilometern und verband die vier Hauptstrecken miteinander, die von Berlin in Richtung Hamburg, Stendal, Magdeburg und Dessau ausgehen. Sie wurde bereits im 19. Jahrhundert als Teil eines unter anderem aus militärstrategischen Gründen Berlin großräumig umrundenden Eisenbahnringes konzipiert und zählte bald zu den bedeutendsten deutschen Privatbahnen.

## Geschichte

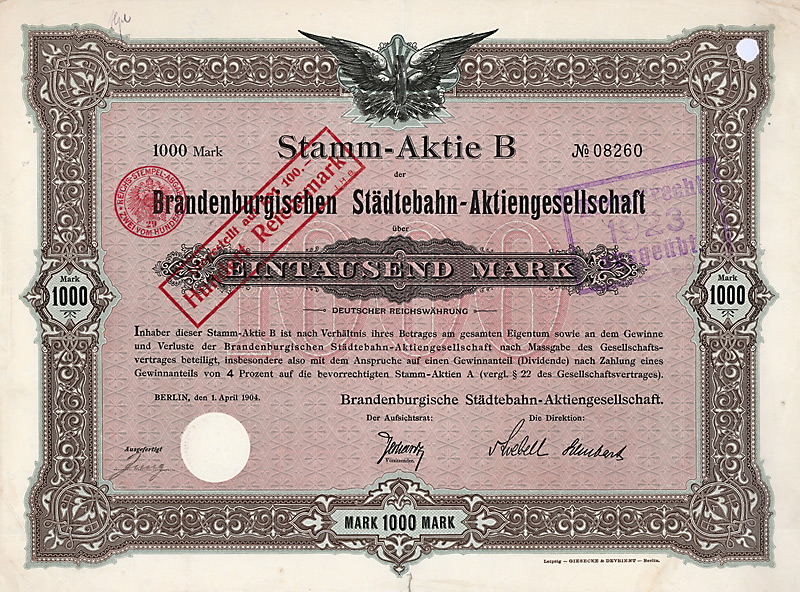
Aktie über 1000 Mark der Brandenburgischen Städtebahn AG vom 1. April 1904

Die im Jahre 1901 gegründete Brandenburgische Städtebahn AG eröffnete die Strecke am 25. März 1904. Bis zum 31. März 1914 führte die Vereinigte Eisenbahnbau- und Betriebs-Gesellschaft den Betrieb, danach die Brandenburgische Städtebahn selbst. Nach dem Ersten Weltkrieg ging die Betriebsführung ab 1920 auf das Landesverkehrsamt Brandenburg über.
Ab 1932 beschaffte die Bahn für den Personenverkehr nur noch Triebwagen.
Als der Zweite Weltkrieg endete, befanden sich 95 Prozent der Aktien im Eigentum der öffentlichen Hand; etwa je ein Drittel entfiel auf den preußischen Staat, die Provinz Brandenburg und die kommunalen Körperschaften (die Kreise Ruppin, Westhavelland und Zauch-Belzig sowie die Städte Brandenburg und Rathenow). Gleichwohl wurde die AG in einen volkseigenen Betrieb umgewandelt und ging ab 1. April 1949 in die Verwaltung der Deutschen Reichsbahn über.
Am 15. Dezember 1953 ging ein Verbindungsgleis von Brandenburg Altstadt zum Betriebsbahnhof Brandenburg Süd an der Strecke in Richtung Golzow in Betrieb. Damit waren direkte Fahrten ohne Kopfmachen in Brandenburg Neustadt (später Teil des Hauptbahnhofs Brandenburg) möglich. Diese Verbindungen nutzten sowohl Güter- als auch Personenzüge für den Berufsverkehr zum Stahlwerk Brandenburg. Etwa zeitgleich (1952/53) wurde auch die Verbindungskurve von Treuenbrietzen nach Brandenburg bei Preußnitz gebaut, womit eine durchgehende Verbindung unter Umgehung von Belzig ermöglicht wurde. Die durchgehenden Verbindungen bei Brandenburg und Belzig hatten insbesondere für den Güterverkehr Bedeutung, der infolge der vorangegangenen Demontagen der Hauptstrecken auf Nebenstrecken verlagert werden musste.
In den 1960er Jahren forderte die UdSSR von der DDR den weiteren Ausbau, um der Tschechoslowakei für den Güterverkehr einen von Berlin unabhängigen Zugang zum Rostocker Hafen zu verschaffen.

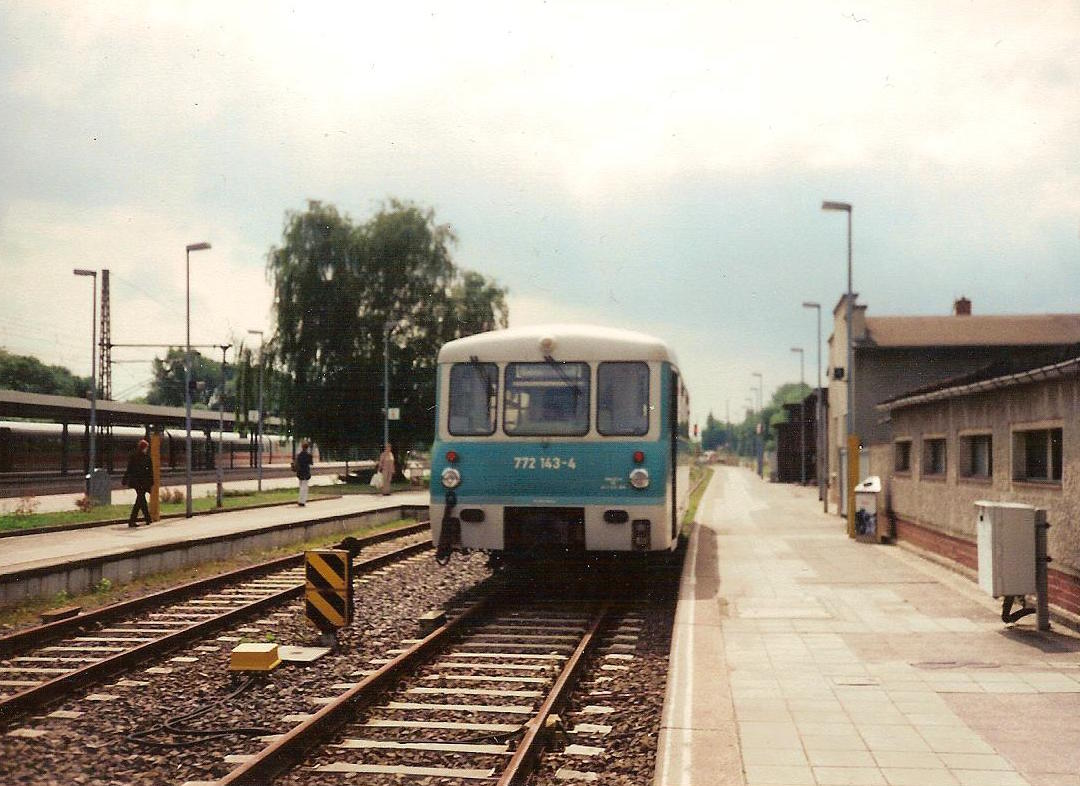
Regionalbahn 52 Brandenburg (Havel) Hbf–Belzig im Sommer 2000

Der Personenverkehr wurde am 1. Oktober 1962 auf dem Streckenabschnitt zwischen Treuenbrietzen und Belzig eingestellt, im selben Zeitraum wurde auf den Abschnitt Treuenbrietzen–Niemegk auch der Güterverkehr eingestellt.

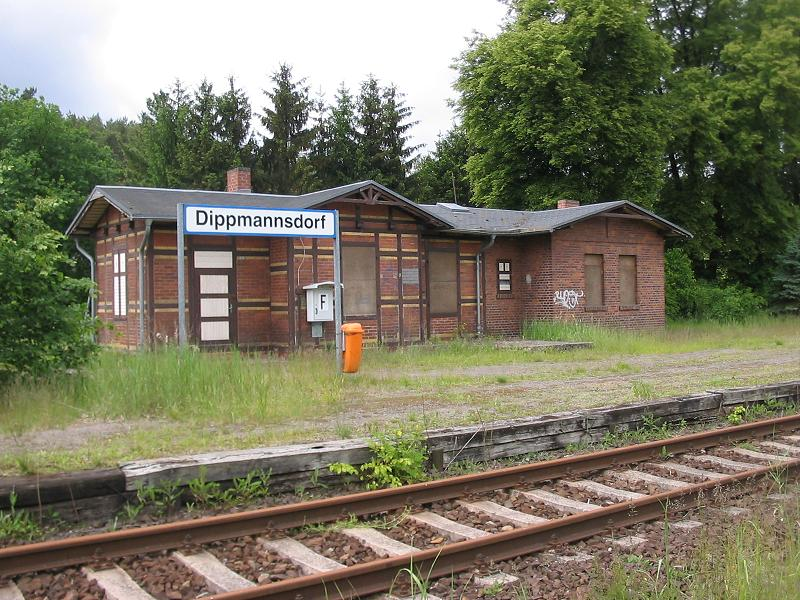
Denkmalgeschützter Bahnhof in Dippmannsdorf am stillgelegten Abschnitt zwischen Belzig und Brandenburg

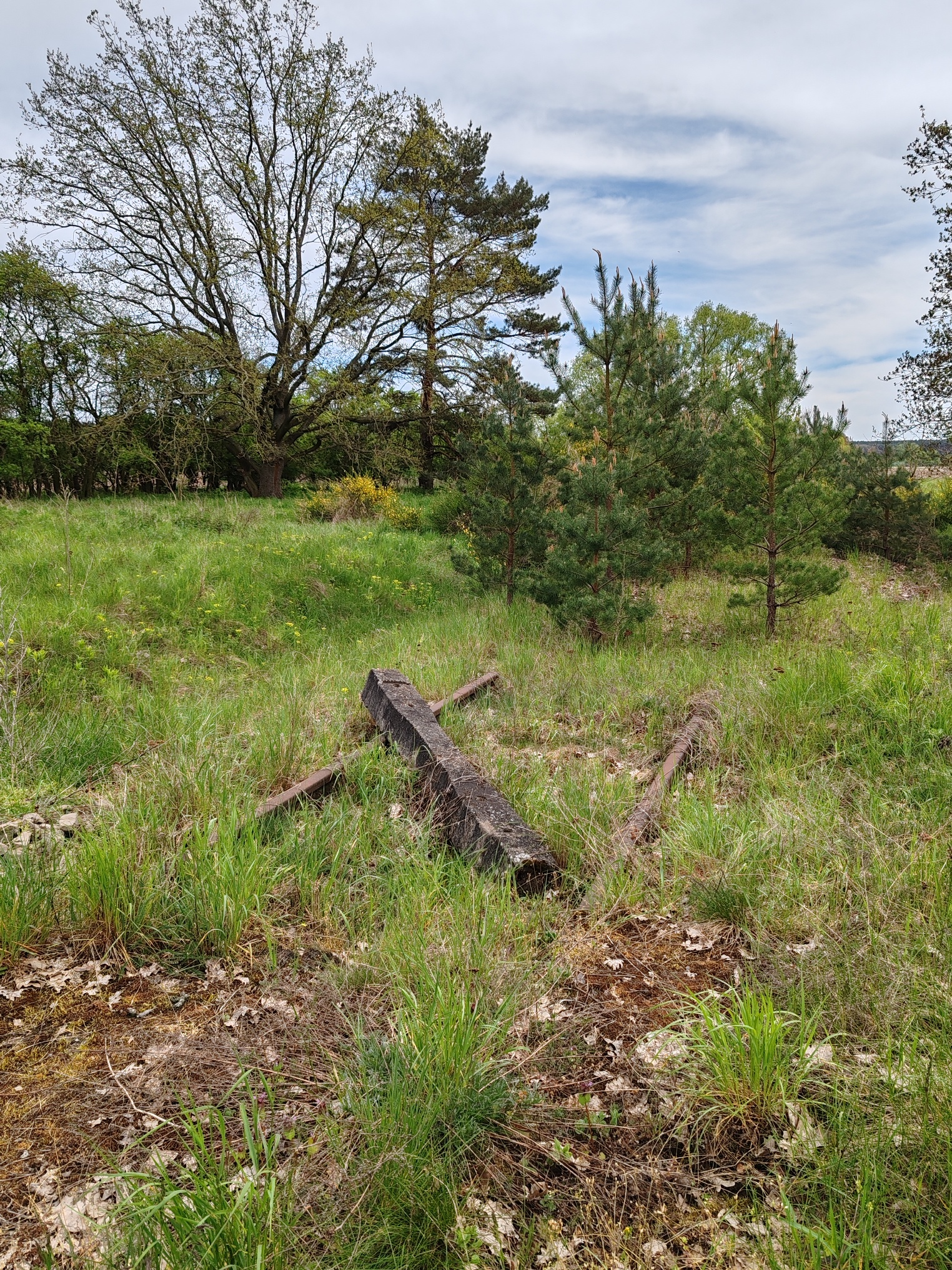
Reste der Brandenburgischen Städtebahn zwischen Schwanebeck und Fredersdorf

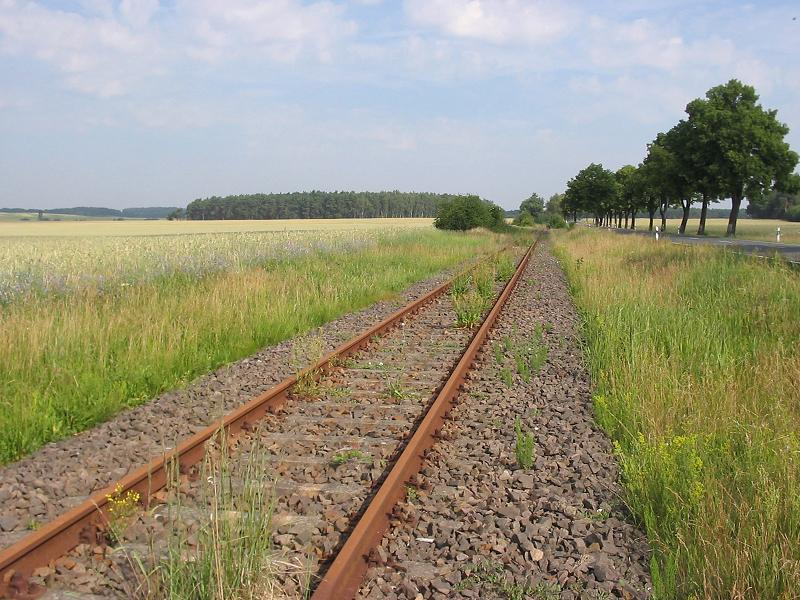
Die Brandenburgische Städtebahn bei Dahnsdorf

Am 30. November 2003 wurde der Abschnitt zwischen Rathenow Nord und Neustadt (Dosse) und am 13. Dezember 2003 der Abschnitt zwischen Belzig und Brandenburg außer Betrieb gesetzt. Der schlechte Zustand an vielen Stellen des Abschnitts Brandenburg–Belzig verlängerte die Fahrzeiten der nun als Regionalbahn 52 geführten Personenzüge. Parallel eingesetzte Regionalbusse der Linie 570 sorgten für weiteren Fahrgastschwund. Der Personenverkehr auf dem Abschnitt Rathenow–Rathenow Nord wurde zum 14. Dezember 2005 aufgegeben, somit verkehren Personenzüge nur noch auf dem sanierten Streckenabschnitt Brandenburg–Rathenow.

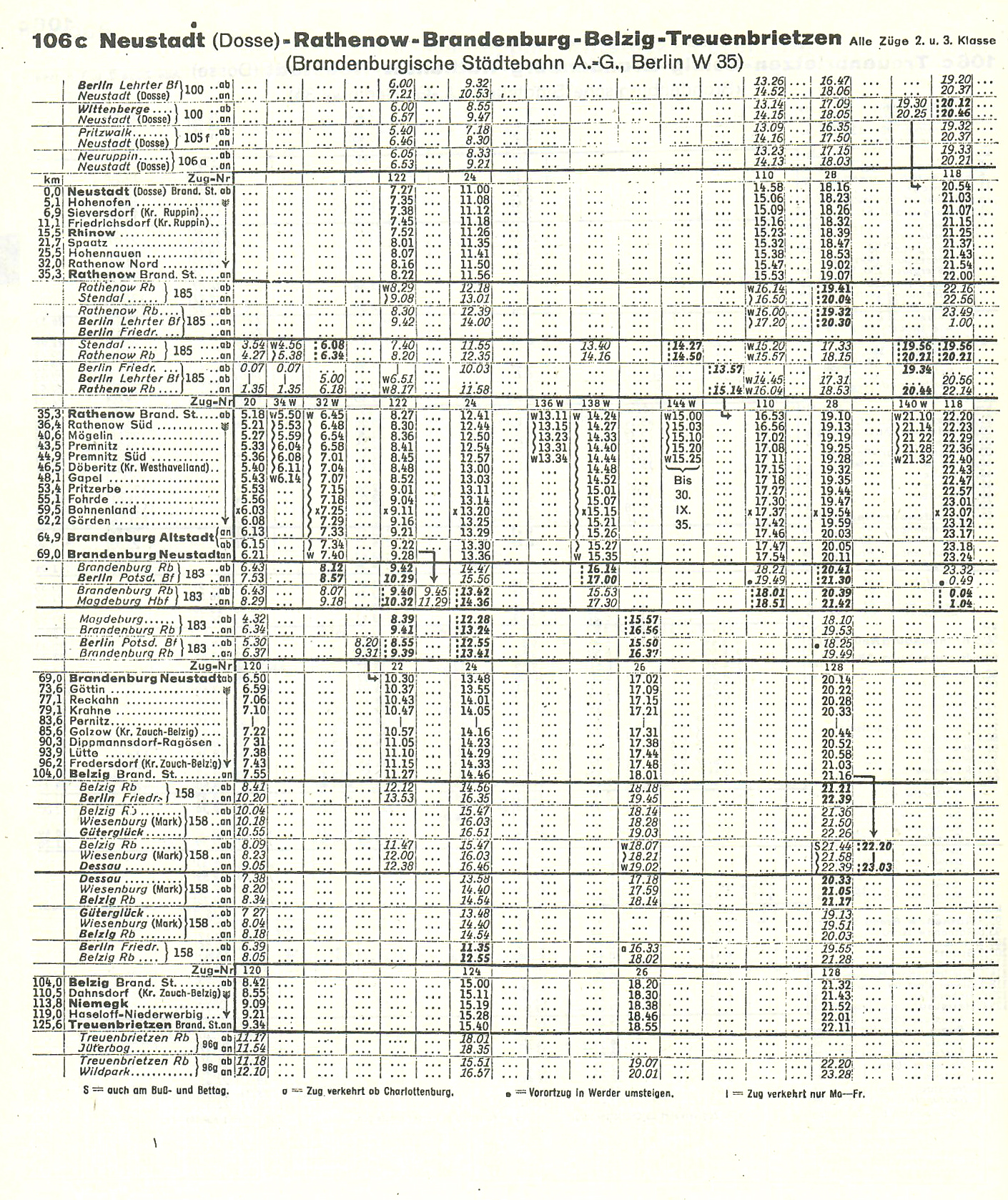
Amtliches Kursbuch für das Reich Sommer 1935, Relation Städtebahn 106c, Neustadt (Dosse)–Treuenbrietzen

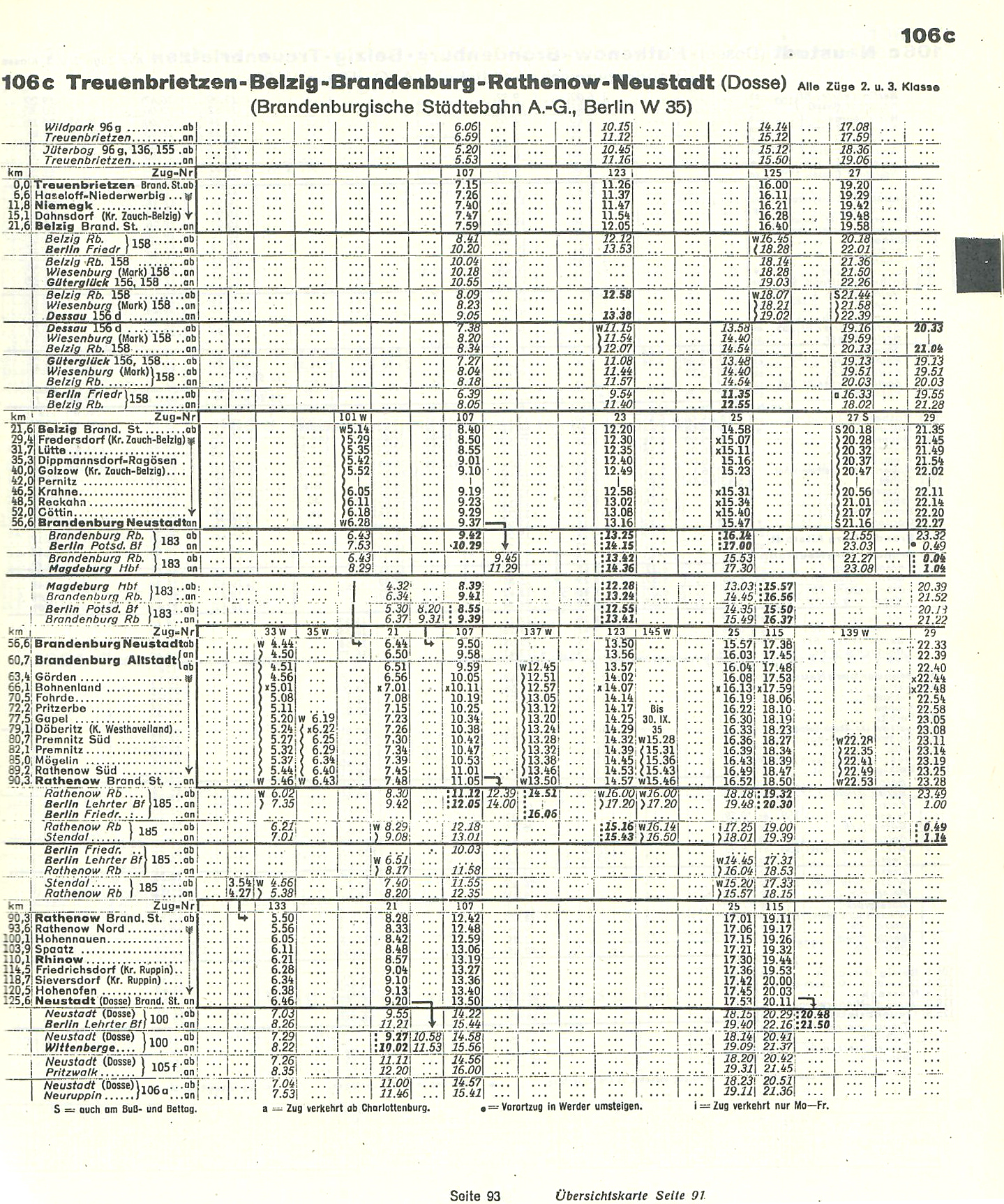
Brandenburgische Städtebahn Amtliches Kursbuch für das Reich, Sommerfahrplan 1935, Relation 106c Treuenbrietzen–Neustadt (Dosse)

Auch der Güterverkehr wurde nach und nach aufgegeben, zwischen Belzig und Niemegk am 31. Dezember 1998 und zwischen Rathenow und Neustadt (Dosse) am 31. Dezember 2001. Einzelne Teilstrecken werden noch von privaten Eisenbahninfrastrukturunternehmen (EIU) vorgehalten: auf dem Abschnitt Belzig–Niemegk ist dies die Deutsche Regionaleisenbahn GmbH (DRE) und zwischen Brandenburg und Golzow betrieb die Prinsen Eisenbahninfrastruktur GmbH die Strecke.
Der Abschnitt Brandenburg–Rathenow Nord wurde von 2003 bis 2005 für 55 Millionen Euro saniert und am 27. Juni 2005 wieder in Betrieb genommen.
Der Abschnitt Rathenow Nord–Neustadt (Dosse) wurde am 31. Mai 2006 stillgelegt. Nachdem die anliegenden Gemeinden kein Interesse bekundet hatten, die Strecke zu erwerben, erfolgte dies 2009 durch die Havelbahn-Grundstücksentwicklungsgesellschaft (Tochterunternehmen der ZossenRail GmbH), die einen Draisinenbetrieb einrichten wollte. Als dies scheiterte, wurden zunächst die Schienen abgebaut und danach sollte bis März 2013 die Strecke von Schwellen und Schotter befreit werden, damit die Grundstücke vor allem an die Anliegergemeinden verkauft werden können.
Im September 2007 gewann die Ostseeland Verkehr GmbH das durch den VBB eingeleitete Interessenbekundungsverfahren zum Betrieb des Streckenabschnittes Rathenow–Brandenburg (Havel) RB 51. Von Dezember 2007 bis Dezember 2011 betrieb sie die Strecke als MR 51 mit Fahrzeugen vom Typ Desiro. Ab Dezember 2011 ging sie, nach erneuter Ausschreibung, an die Ostdeutsche Eisenbahn (ODEG), die sie als OE 51 mit Stadler-GTW-Triebwagen betrieb. Zum Fahrplanwechsel am 9. Dezember 2012 wurde die Linienbezeichnung zu RB 51 vereinheitlicht und blieb weiterhin bei der ODEG.
Auf Grund der bis zum 31. August 2011 laufenden Ausschreibung des Abschnittes Rathenow–Rathenow Nord durch DB Netze hat die RegioInfra Gesellschaft dieses Teilstück übernommen. Dieser Abschnitt wurde 2013 stillgelegt und am 16. Januar 2017 die Freistellung des Bahnhofs Rathenow Nord beantragt.
Im Juli 2010 schrieb die Prinsen Eisenbahninfrastruktur GmbH den im Anschluss an die bereits stillgelegte Strecke Belzig–Golzow verlaufenden Abschnitt von Golzow bis Brandenburg Hbf zur Abgabe an andere EIU aus. Mangels Interesse wurde der Streckenabschnitt Belzig–Golzow Ende September 2011 und die Fortsetzung bis Reckahn Mitte Juni 2012 entwidmet und anschließend nach dem Abzug aller abgestellten Wagen abgebaut. Schließlich wurde im Jahr 2021 auch die Entwidmung des verbleibenden Abschnitts Reckahn–Brandenburg beantragt und der Abschnitt am 13. Juni 2021 entwidmet.
Der Abschnitt zwischen Belzig und Niemegk hingegen wurde Ende Oktober 2013 von der DRE gekauft. Diese stellte Anfang Januar 2014 im Auftrag des Landkreises Potsdam-Mittelmark ein Konzept zur Einrichtung einer Freizeitbahn unter Einbeziehung von Draisinen und des Güterverkehrs vor.